# Obersaasheim
Obersaasheim – miejscowość i gmina we Francji, w regionie Grand Est, w departamencie Górny Ren.
Według danych na rok 1990 gminę zamieszkiwało 706 osób, 55 os./km².